# Tenzin Palmo
Jetsunma Tenzin Palmo est une nonne du bouddhisme tibétain de la lignée Drukpa de l'école Kagyu. C'est l'une des grandes figures du bouddhisme contemporain. C'est la deuxième nonne occidentale de l'histoire du bouddhisme tibétain.  
Née Diane Perry en 1943 à Londres. Son père décède en 1945 alors qu'elle a 2 ans. Sa mère, ancienne femme de ménage, travaille dur pour élever ses deux enfants. Elle organise des séances de spiritisme qui marquent Diane qui se fascine pour l'Asie. Enfant, elle passe des heures à dessiner des femmes habillées en kimono. L'adolescente s'intéresse au christianisme puis au coran. A 15 ans, elle pratique le yoga et apprend l'existence du Dalaï-lama. A 18 ans, elle est bouleversée par le Mind Unshaken de John Walters qui traite du bouddhisme. La jeune femme rejoint la Société bouddhiste d'Angleterre puis s'oriente vers le bouddhisme tibétain. Elle apprend le tibétain, rencontre des lamas exilés tel que Chögyam Trungpa Rinpoché qui devient son professeur de méditation.     
En 1964, elle part pour l'Inde. A 21 ans, elle est ordonnée nonne après avoir trouvé son maître, le 9e Khamtrul Rinpoché, Shedrup Nyima. Elle se rase la tête et prend le nom de Tenzin Palmo. C'est la seule femme parmi des centaines d'hommes.        
Vicki Mackenzie (en), qui a écrit Cave in the Snow à son sujet, relate que ce qui a inspiré l'écriture de son  livre fut de lire la déclaration de Tenzin Palmo dans une revue bouddhiste : « j'ai fait le vœu d'atteindre l’Éveil sous la forme d’une femme - qu'importe le nombre de vies que cela me prendra ».

## Biographie
Jetsunma Tenzin Palmo est autrice, enseignante et fondatrice de la nonnerie Dongyu Gatsal Ling en Himachal Pradesh en Inde. Elle s'est battue pour que les femmes puissent devenir des nonnes reconnues au même titre que les hommes. 
Diane Perry fut professeure en Inde avant de devenir Jetsunma Tenzin Palmo. Jetsunma est un titre honorifique décerné par les plus hautes autorités spirituelles tibétaines. 
Elle est surtout connue pour être l'une des rares yogini occidentales entraînées en Orient, ayant vécu 12 ans dans une grotte aménagée en ermitage à 4000 m d'altitude dans l'Himalaya, dont trois ans en retraite stricte.
Tenzin Palmo réussit à obtenir l'accord du Dalaï-Lama pour ouvrir un couvent de nonnes qui propose un apprentissage poussé de la culture tibétaine, de la méditation et de la religion bouddhiste.

## Livres
- La vie quotidienne comme pratique méditative. Douze ans de retraite dans une grotte de l'Himalaya, Le Courrier du Livre, Paris, 2015.
- Trois Enseignements. Entretiens d'une nonne bouddhiste sur la méditation, traduit de l'anglais par David Mardell et Olivia Harman, Éditions Arfuyen, coll. « Les Carnets spirituels », Paris-Orbey, 2016.